# Ручьёвская дорога
Ручьёвская дорога — дорога на северо-востоке Санкт-Петербурга в Красногвардейском районе. Проходит от Шафировского проспекта за Пискарёвский проспект до территориальной зоны станция Ручьи.
Представляет собой два фрагмента, разделённых развязкой на съезде с Ручьёвского путепровода: от Шафировского проспекта до Пискарёвского проспекта и от Пискарёвского проспекта до станции Ручьи.

## История
Своё название Ручьёвская дорога получила 29 апреля 2009 года. Оно связано с тем, что дорога проходит по историческому району Ручьи рядом с железнодорожной станцией Ручьи.
В 2014 году на время строительства развязки на перекрёстке проспектов Непокорённых, Шафировского и Пискарёвского Ручьёвская дорога стала загруженным объездным маршрутом, по которому можно в объезд Шафировского путепровода попасть на улицу Руставели (через Ручьёвский путепровод).

## Застройка
В настоящее время застройка Ручьёвской дороги представлена нежилыми объектами. Начальный участок представлен кладбищем крематория (восточная сторона) и промышленной зоной (западная сторона). Рядом с Пискарёвским проспектом вдоль Ручьёвской дороги стоят два жилых дома.

## Перспективы
В будущем Ручьёвскую дорогу планируется продлить на север до съезда на КАД в районе платформы Мурино.